# Wajima Hiroshi
Wajima Hiroshi  (輪島大士?) (Nanao, 11 gennaio 1948 – Tokyo, 8 ottobre 2018) è stato un lottatore di sumo giapponese.

## Biografia
Nato da una famiglia operaia, abbandonò gli studi inseguendo il sogno di diventare un lottatore di sumo professionista. Riuscì nell'impresa nel 1970, quando esordì nel Torneo di Tokyo, in cui arrivò terzo. Hanakago (questo il suo vero nome), alto 186 centimetri e pesante 132 chilogrammi, divenne yokozuna (gran campione) nel 1973.
Si ritirò a 33 anni, nel marzo 1981, dopo aver vinto 14 tornei in totale. Eccellente nelle proiezioni e nelle prese, Wajima disputò 620 incontri da professionista, perdendone solo 12. Dal 1985, fino al giorno della sua morte, ha vissuto a Tokyo, dove ha svolto la professione di manager di lottatori di arti marziali orientali.